# Занон, Жан-Луи
Жан-Луи́ Зано́н (фр. Jean-Louis Zanon; 30 ноября 1960, Монтобан, Франция) — французский футболист, олимпийский чемпион 1984 года. Выступал на позиции опорного полузащитника.

## Карьера

### Клубная
Жан-Луи Занон начинал карьеру футболиста в клубе «Сент-Этьен». Он выступал за команду с 1979 по 1984 год и за это время по одному разу становился чемпионом и вице-чемпионом Франции и дважды — финалистом  кубка страны. Также в составе «зелёных» футболист доходил до четвертьфинала кубка УЕФА в сезоне 1980/81.
В 1984—1987 годах Занон был игроком марсельского «Олимпика». В составе этой команды в сезоне 1985/86 полузащитник вновь играл в финале национального кубка, год спустя во второй раз в своей карьере стал вице-чемпионом Франции.
В составе «Меца» Жан-Луи Занон выступал с 1987 по 1989 год. В сезоне В сезоне 1987/88 «Мец» стал обладателем кубка страны, и осенью 1988 года выступал в розыгрыше Кубка кубков. Занон принял участие в обеих играх с «Андерлехтом» и забил единственный гол своей команды в ворота бельгийского клуба.
С 1989 по 1991 год полузащитник выступал в Дивизионе 2 за «Ним Олимпик». «Ним» с Заноном в составе по итогам сезона 1990/91 занял второе место в турнире и вернулся в Дивизион 1. Летом 1991 года Занон перешёл в «Нанси», где и завершил карьеру, отыграв 2 сезона.

### В сборной
Жан-Луи Занон сыграл единственный матч за сборную Франции 5 октября 1983 года. В товарищеской встрече со сборной Испании игрок вышел в стартовом составе и провёл на поле 90 минут..
В составе олимпийской сборной Франции Занон принимал участие в Олимпиаде—84. Он провёл в рамках турнира 3 матча и стал олимпийским чемпионом.

## Достижения
Франция (олимп.)
- Олимпийский чемпион (1): 1984

 Сент-Этьен
- Чемпион Франции (1): 1980/81
- Вице-чемпион Франции (1): 1981/82
- Финалист кубка Франции (2): 1980/81, 1981/82

 Олимпик Марсель
- Вице-чемпион Франции (1): 1986/87
- Финалист кубка Франции (2): 1985/86, 1986/87

 Мец
- Обладатель кубка Франции (1): 1987/88

 Ним Олимпик
- 2-е место Дивизиона 2 (1): 1990/91